# ジョルジョ・キエッリーニ
ジョルジョ・キエッリーニ（Giorgio Chiellini, 1984年8月14日 - ）は、イタリア・ピサ出身の元サッカー選手。元イタリア代表。現役時代のポジションはディフェンダー。

## クラブ経歴
12歳の時に、地元のクラブチームのASリヴォルノ・カルチョの下部組織に入団すると、サイドバックとして頭角を現す。チームのセリエB昇格に貢献すると、2002年にASローマとの共同保有となる。リヴォルノが保有権を一旦買い戻した後、ローマへの移籍が既定路線とみられていたが、急遽関心を示したユヴェントスFCへ移籍することとなる。出場機会を得るため、2004年から1年間ACFフィオレンティーナへレンタル移籍。
2005-06シーズンよりユヴェントスに復帰し、シーズン開幕直後に右サイドバックのレギュラーだったジョナサン・ゼビナが首脳陣と問題を起こしたため、ザンブロッタが右サイドに回る形で、キエッリーニが左サイドのレギュラーに定着する。ザンブロッタがFCバルセロナに移籍した2006-07シーズンには本来の左サイドバックだけでなく、怪我人が多発したセンターバックのポジションでも起用され、及第点のプレーを見せる。2007-08シーズン開幕前にはセンターバックとしての能力が開花したが、怪我で度々欠場をしたり、コンテ監督時代にも度々サイドバックでプレーする事もあった。また2011-12シーズンは、リーグ戦無敗優勝に貢献した。
2012-13シーズンのキエーヴォ戦にてセリエA250試合出場を達成。2013年度のUEFAチーム・オブ・ザ・イヤーではイタリア人として唯一候補に選ばれたが、選出はされなかった。
2014年1月5日のローマ戦にてセリエA300試合出場を達成。2014-15シーズンにはコッパ・イタリア決勝ではSSラツィオを相手に先制点を記録し優勝に貢献。UEFAチャンピオンズリーグでもクラブの決勝進出に貢献したが、決勝は怪我の為欠場し、チームはバルセロナに敗れた。
2016年5月14日のサンプドリア戦でユヴェントスでの400試合出場を果たし、その試合ではゴールを決めた。2016年10月サンプドリア戦では2ゴールを決め勝利に貢献。2016-17シーズンのチャンピオンズリーグ準々決勝・バルセロナ戦では、バルセロナの攻撃陣を1stレグ、2ndレグともに無得点に抑えるだけではなく、1stレグではユヴェントスの3点目となるヘディングでのゴールを決め、チャンピオンズリーグベスト4入りに貢献した。
2018-19シーズンより、退団したジャンルイジ・ブッフォンの後を継いで、キャプテンに就任することが決定した。チャンピオンズリーグのベスト16、アトレティコ・マドリード戦で通算500試合出場が達成された。
2019-20シーズン、2019年8月30日のトレーニング中に大けがを負い、シーズン全休の見通しとなった。しかし、24節のブレシア戦で後半78分から出場し復帰を果たし、25節のSPAL戦では先発出場した。怪我の影響で、優勝が決定したサンプドリア戦までリーグ戦4試合のみの出場ながら、チームで唯一セリエA9連覇を果たした選手となった。2021年2月、ナポリ戦でセリエA通算400試合出場とユヴェントスでの通算500試合出場を達成した。怪我での欠場などで出場機会を減らし、シーズン終了後には退団の可能性が報じられたが、2021年8月2日、2023年まで契約を延長した。2021-22シーズン終了後、17年間所属したユヴェントスを退団。
2022年6月13日、ロサンゼルスFCへの加入が発表された。

## 代表経歴

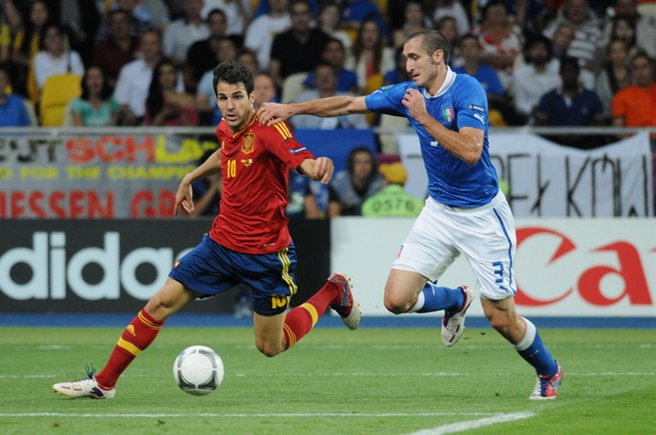
イタリア代表でのキエッリーニ（右）

2004年11月17日にメッシーナで行われたフィンランド戦で代表デビュー。2007年11月21日のEURO2008予選・フェロー諸島戦で代表初ゴールを記録。
EURO2008初戦のオランダ戦で0-3の惨敗したのを受けて、第2戦のルーマニア戦以降センターバックとして先発フル出場、3試合を1失点に抑え、負傷したファビオ・カンナヴァーロ（カンナヴァーロは大会前の練習中のキエッリーニとの接触プレーで負傷した）の穴を補う活躍を見せた。特に準々決勝のスペイン戦では、好調だったダビド・ビジャとフェルナンド・トーレスの2トップを完全にシャットアウトしたが、チームはPK戦の末敗退した。
2010 FIFAワールドカップではグループリーグ最終戦のスロバキア戦では自身のマークミスでローベルト・ヴィッテクに2点目を許す失態を犯し、チームもグループリーグ敗退という結果に終わった。
EURO2012ではグループリーグ全3試合にスタメン出場したが、怪我の影響で準々決勝のイングランド戦を欠場。しかし準決勝のドイツ戦では復帰し、決勝進出に貢献したが、決勝のスペイン戦では前半途中で負傷交代を強いられ、チームは守備の要を失ったこともあり、0-4と敗れ、準優勝に終わった。
2014 FIFAワールドカップのグループリーグ第3戦・ウルグアイ戦においてウルグアイ代表のルイス・スアレスに噛み付かれたと審判に訴えたが、審判がスアレスに退場処分を下さなかったことを批判した。
2016年、EURO2016、ラウンド16のスペイン戦では先制点を決め勝利に貢献した。2018年11月17日のUEFAネーションズリーグ、ポルトガル戦で代表100試合出場を達成した。
2021年、UEFA EURO 2020ではグループステージ第2戦のスイス戦で負傷交代、決勝トーナメント1回戦のウェールズ戦は欠場したが、準々決勝のベルギー戦でルカクを抑え込むなど、レオナルド・ボヌッチとの優れた連携で好DFを見せ準決勝進出に貢献、準決勝のスペイン戦でチームはPK戦を制して決勝進出を決めたが、このPK戦前に行われたコイントスでジョルディ・アルバを茶化す様なシーンが話題となった。決勝のイングランド戦でもフル出場してラヒーム・スターリングを抑えるなど堅守で貢献、メジャー大会初優勝を果たした。
ワールドカップ予選プレーオフでのイタリア代表の敗退後の2022年4月25日、6月にウェンブリー・スタジアムで行われるコパ・アメリカチャンピオンのアルゼンチン代表とのフィナリッシマ試合を最後にイタリア代表から引退をした。

## 人物
- イタリアの名門大学トリノ大学を2010年に卒業している[32]。
- ゴールパフォーマンスとして、ゴリラのドラミングの真似を披露することで知られ、自身をイメージしたゴリラのキャラクターが存在する。
- 子供の頃はバスケットボール選手になることが夢だったが、身長が低くて諦めた。憧れのバスケット選手にコービー・ブライアントの名前を挙げている[33]。
- 2010～2017年において最も優れたセンターバックの一人とされている[34][35][36][37]。
- 2020年5月に出版した自伝で、マリオ・バロテッリ、フェリペ・メロ、アルトゥーロ・ビダルらを名指しで批判するなど、毒舌な一面も見せる[38][39][40]。ただし、ビダルに関しては「彼がチャンピオンであることに疑いはない。弱さは人間の一部で、重要なのはチームにどのような結果をもたらすかだ」と自伝の中でフォローはしている[41]。

## 個人成績
| クラブ             | シーズン | リーグ   | リーグ戦 | リーグ戦 | カップ戦 | カップ戦 | 国際大会 | 国際大会 | その他 | その他 | 合計 | 合計 |
| クラブ             | シーズン | リーグ   | 出場     | 得点     | 出場     | 得点     | 出場     | 得点     | 出場   | 得点   | 出場 | 得点 |
| ------------------ | -------- | -------- | -------- | -------- | -------- | -------- | -------- | -------- | ------ | ------ | ---- | ---- |
| リヴォルノ         | 2000-01  | セリエC1 | 3        | 0        | 1        | 0        | -        | -        | 0      | 0      | 4    | 0    |
| リヴォルノ         | 2001-02  | セリエC1 | 5        | 0        | 8        | 0        | -        | -        | 2      | 0      | 15   | 0    |
| リヴォルノ         | 2002-03  | セリエB  | 6        | 0        | 1        | 0        | -        | -        | 0      | 0      | 7    | 0    |
| リヴォルノ         | 2003-04  | セリエB  | 41       | 4        | 1        | 0        | -        | -        | 0      | 0      | 42   | 4    |
| リヴォルノ         | 通算     | 通算     | 55       | 4        | 11       | 0        | -        | -        | 2      | 0      | 68   | 4    |
| フィオレンティーナ | 2004-05  | セリエA  | 37       | 3        | 5        | 0        | -        | -        | 0      | 0      | 42   | 3    |
| フィオレンティーナ | 通算     | 通算     | 37       | 3        | 5        | 0        | -        | -        | 0      | 0      | 42   | 3    |
| ユヴェントス       | 2005-06  | セリエA  | 17       | 0        | 0        | 0        | 6        | 0        | 0      | 0      | 23   | 0    |
| ユヴェントス       | 2006-07  | セリエB  | 32       | 3        | 3        | 1        | -        | -        | 0      | 0      | 35   | 4    |
| ユヴェントス       | 2007-08  | セリエA  | 30       | 3        | 2        | 0        | -        | -        | 0      | 0      | 32   | 3    |
| ユヴェントス       | 2008-09  | セリエA  | 27       | 4        | 1        | 0        | 8        | 1        | 0      | 0      | 36   | 5    |
| ユヴェントス       | 2009-10  | セリエA  | 32       | 4        | 2        | 0        | 6        | 1        | 0      | 0      | 40   | 5    |
| ユヴェントス       | 2010-11  | セリエA  | 32       | 2        | 2        | 0        | 9        | 2        | 0      | 0      | 43   | 4    |
| ユヴェントス       | 2011-12  | セリエA  | 34       | 2        | 3        | 0        | -        | -        | 0      | 0      | 37   | 2    |
| ユヴェントス       | 2012-13  | セリエA  | 24       | 1        | 0        | 0        | 8        | 0        | 0      | 0      | 32   | 1    |
| ユヴェントス       | 2013-14  | セリエA  | 31       | 3        | 1        | 0        | 11       | 0        | 1      | 1      | 44   | 4    |
| ユヴェントス       | 2014-15  | セリエA  | 28       | 0        | 4        | 1        | 12       | 0        | 1      | 0      | 45   | 1    |
| ユヴェントス       | 2015-16  | セリエA  | 24       | 1        | 4        | 0        | 6        | 0        | 0      | 0      | 34   | 1    |
| ユヴェントス       | 2016-17  | セリエA  | 21       | 2        | 2        | 0        | 9        | 1        | 1      | 1      | 33   | 4    |
| ユヴェントス       | 2017-18  | セリエA  | 26       | 0        | 4        | 0        | 7        | 0        | 1      | 0      | 38   | 0    |
| ユヴェントス       | 2018-19  | セリエA  | 25       | 1        | 2        | 0        | 6        | 0        | 1      | 0      | 34   | 1    |
| ユヴェントス       | 2019-20  | セリエA  | 4        | 1        | 0        | 0        | 0        | 0        | 0      | 0      | 4    | 1    |
| ユヴェントス       | 2020-21  | セリエA  | 17       | 0        | 4        | 0        | 3        | 0        | 1      | 0      | 25   | 0    |
| ユヴェントス       | 通算     | 通算     | 404      | 27       | 34       | 2        | 91       | 5        | 6      | 2      | 535  | 36   |
| 総通算             | 総通算   | 総通算   | 496      | 34       | 50       | 2        | 91       | 5        | 8      | 2      | 645  | 43   |

## 代表歴

### 出場大会
- イタリア代表
  - 2010 FIFAワールドカップ
  - 2014 FIFAワールドカップ

### 試合数
- 国際Aマッチ 117試合 8得点（2004年-2022年）[42]

| イタリア代表 | 国際Aマッチ | 国際Aマッチ |
| 年           | 出場        | 得点        |
| ------------ | ----------- | ----------- |
| 2004         | 1           | 0           |
| 2005         | 4           | 0           |
| 2006         | 1           | 0           |
| 2007         | 3           | 1           |
| 2008         | 7           | 0           |
| 2009         | 11          | 1           |
| 2010         | 10          | 0           |
| 2011         | 12          | 0           |
| 2012         | 8           | 0           |
| 2013         | 10          | 2           |
| 2014         | 7           | 2           |
| 2015         | 8           | 0           |
| 2016         | 8           | 1           |
| 2017         | 6           | 1           |
| 2018         | 4           | 0           |
| 2019         | 3           | 0           |
| 2020         | 2           | 0           |
| 2021         | 9           | 0           |
| 2022         | 3           | 0           |
| 通算         | 117         | 8           |

## タイトル

### クラブ
ASリヴォルノ・カルチョ
- セリエ C1 2001-02

ユヴェントスFC

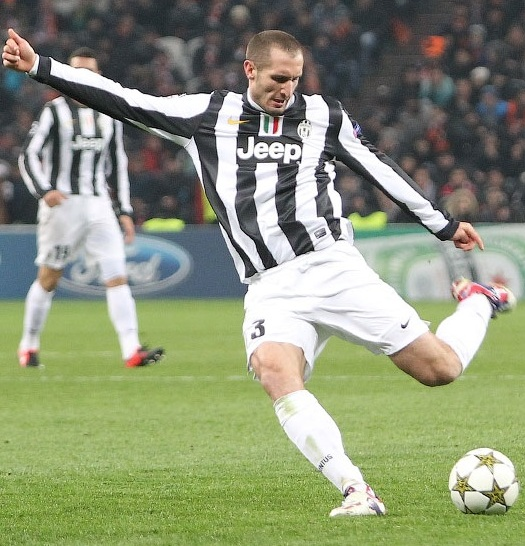
ユヴェントスでプレーするキエッリーニ（2012年）

- セリエ A 2011-12, 2012-13, 2013-14, 2014-15, 2015-16, 2016-2017, 2017-2018, 2018-2019, 2019-2020
- セリエ B 2006-07
- コッパ・イタリア 2014-15, 2015-16, 2016-17, 2017-18, 2020-21
- スーペルコッパ・イタリアーナ 2012, 2013, 2015, 2018, 2020

ロサンゼルスFC
- MLSカップ 2022
- サポーターズ・シールド 2022

### 代表
イタリア代表
- UEFA欧州選手権：2021

### 個人
- UEFA U-21欧州選手権 ドリームチーム UEFA: 2007
- オスカル・デル・カルチョ（Oscar del Calcio） : 3回

最優秀ディフェンダー賞（Migliore difensore）: 3回 2008, 2009, 2010
- UEFAチャンピオンズリーグベストチーム：2014-15[43]
- セリエAベストイレブン：5回 (2012-13, 2014-15, 2015-16, 2017-18, 2018-19)

## 勲章
イタリア共和国功労勲章
カヴァリエーレ（cavaliere）: 2004年9月27日